# Arme Tesla
 (juillet 2010).
Si vous disposez d'ouvrages ou d'articles de référence ou si vous connaissez des sites web de qualité traitant du thème abordé ici, merci de compléter l'article en donnant les références utiles à sa vérifiabilité et en les liant à la section « Notes et références ».
La dénomination Arme Tesla fait référence à des armes militaires faisant appel à des technologies inventées ou introduites par Nikola Tesla.
Elle est aussi utilisée pour désigner des armes utilisant des technologies secrètes sur lesquelles il ne serait pas possible d'obtenir des informations scientifiques sérieuses[réf. nécessaire].

## L'histoire
Nikola Tesla, après avoir réussi à imposer son système de diffusion de l'électricité par courant alternatif malgré les réticences de son collègue Thomas Edison qui lui préférait le courant continu, a exposé de nombreuses théories. Les inventions de Nikola Tesla les plus notables sont :
- la transmission de l'énergie sans fil ;
- la réception de signaux radio depuis l'espace (reconnue depuis comme un phénomène naturel) ;
- des « canons à particules » destructeurs, d'une portée de plusieurs centaines de kilomètres[réf. nécessaire].

Certains[Qui ?] prétendent qu'une partie de ses recherches serait classée secret défense au lieu d'être passée à la postérité[réf. nécessaire], même si pour certaines d'entre elles des rapports circonstanciés ont été publiés dans la presse scientifique, comme la destruction à distance à l'aide de laser de puissance, ou de canons à micro-ondes (Maser).
Lors d'une conférence dans les années 1930, Tesla a affirmé que le monde risquait d'aller vers une guerre mondiale et que le seul moyen de l'éviter serait la création d'armes de dissuasion extrêmement destructrices, et suggéra que les canons à particules pourraient jouer ce rôle.
Selon certains[Qui ?], même si les armes évoquées sont aujourd'hui encore considérées comme relevant de la science-fiction, les autres prédictions de Tesla se sont vérifiées. 
Sur papier, de telles armes sont concevables, aussi bien à l'époque de Tesla (après l'écriture des équations de Maxwell) qu'aujourd'hui. Il n'y a en revanche aucune raison sérieuse de penser que Tesla avait trouvé une source d'énergie suffisante pour une telle application.
Un ancien scientifique de l’US Air Force, Tom Bearden, expose en détail dans son site internet (cf. liens externes) les applications possibles actuelles des concepts de Tesla, en particulier dans le domaine des armes, les « armes scalaires » appelées ainsi parce qu'elles se réfèrent à une composante des équations de Maxwell ; mais aussi dans le domaine de la production et de la gestion de l'énergie. Ses affirmations sont toutefois à prendre avec un recul critique.

## Le mythe
Des légendes urbaines se sont développées sur ce sujet. Et le concept d’arme Tesla, que celui-ci existe ou non, dispose d'un contexte favorable – notamment favorisé par l'engouement pour Nikola Tesla.
Cette notion est généralement utilisée par un public non scientifique dans une mouvance de théorie du complot, plutôt que par des militaires ou scientifiques au fait des dernières technologies, 
L'univers de la pop culture est également rempli de références à cette arme, souvent représentée comme hautement destructrice, notamment dans les jeux vidéos tels que Return to Castle Wolfenstein, Command and Conquer : Alerte rouge, Fallout 3, Fallout: New Vegas, Battlefield: Bad Company 2, Tomb Raider: Legend, Call of Duty: World at War, Ratchet et Clank, Warhammer 40.000, Dishonored ou Clash of Clans. On compte aussi la série télévisée Warehouse 13, et la bande-dessinée d'uchronie Jour J.